# Faramea nigrescens
Faramea nigrescens är en måreväxtart som beskrevs av Carl Friedrich Philipp von Martius. Faramea nigrescens ingår i släktet Faramea och familjen måreväxter. Inga underarter finns listade i Catalogue of Life.